# 马仲扬
马仲扬（1922年—2010年1月30日），山东省东平县人，中华人民共和国政治人物。

## 生平
1940年在四川参加抗日救亡活动时，加入中国共产党，在中共南方局领导下从事党的地下工作。后受党派遣，任重庆读书出版社门市部主任、武汉联营书店经理等职。中华人民共和国成立后，马仲扬任中南军政委员会新闻出版局出版处副处长，兼任武汉通俗出版社社长。1952年，进入中央马列学院（中央党校前身）学习，1955年，调中共中央政治研究室工作。1958年，下放安徽省无为县任县委书记处书记；同年底调回中央政研室，先后任思想界动态组组长、工业组组长（局级）。1964年，任中共中央马列主义研究院哲学组召集人。文化大革命开始后，1969年7月下放河北省汉沽农场劳动。1973年，恢复工作后，先后任河北省委党校副校长、北京市委党校副校长。1982年4月，任红旗杂志社副总编辑，1983年4月兼任红旗出版社社长。1988年4月离休后，任求是研究所所长。2010年1月30日，在北京逝世，享年88岁。